# Pachychernes subgracilis
Pachychernes subgracilis är en spindeldjursart som först beskrevs av With 1908.  Pachychernes subgracilis ingår i släktet Pachychernes och familjen blindklokrypare. Inga underarter finns listade i Catalogue of Life.